# 汽車電子
車輛電子（英語：Automotive electronics）是車輛中使用的電子系統，包括引擎管理、點火系统、廣播、車載電腦、車載資訊系統、車載娛樂設備等。在卡車、摩托車、越野車中也會有點火、引擎管理、傳動電子系統的設備，而其他以內燃機為動力來源的設備（如叉車、拖拉機、挖土機等）也有類似設備。而在混合動力車輛及純電動車系統中也有控制電子系統的一些元件。汽車電子系統在車輛成本中佔的比例越來越大，在1950年時只佔1%，而2010年時已佔到30%。有些領域也會將汽車電子用汽車的Car代表，和3C產業合稱為4C。
汽車電子主要理論是機電一體化，控制系統，電子學所組成。
最早裝在汽車上的電子設備是真空管車用音響，在1930年代開始導入。二次大戰後半導體的發展，讓汽車中的電子設備大幅增加，車用交流發電機以及固態電子的二極體在1960年代變成標準配備，而第一個使用電晶體的点火系统在1955年代出現。
微處理器在1974年起開始普及，因此讓許多車用電子應用的成本降低，其商品化更有可行性。1978年時Cadillac Seville轎車引入了以6802微處理器為基礎的行程計算機（Trip Computer）。電子控制的點火及油料噴射系統讓汽車設計者在設計時可以符合燃料效率及低排放的需求，並且維持駕駛者對性能及駕車便利性的要求。今天的車輛中至少包括十多個微處理器，其功能包括發動機管理、動力控制、空調溫控、防鎖死煞車系統、被動安全系統、導航功能等。
現代的電動汽車在其主動力系統及電池管理系統上都是以電力電子學為其基礎。而未來的自動駕駛汽車則會用到強大的電腦系統、感測器陣列、網路及衛星定位系統，這些都需要用到電子設備。

## 主要領域與學科
汽車電子系統或是汽車嵌入式系統屬於分散式系統，依照車用不同的應用，可以分為以下幾類：
1. 發動機管理
2. 動力控制（Transmission electronics）
3. 底盤電子（Chassis electronics）
4. 被動安全
5. 駕駛輔助系統
6. 乘客舒適
7. 娛樂系統
8. 電子整合駕駛艙系統

### 發動機管理
汽車的發動機控制器（ECU）是汽車中最需要電子元件的部份之一。因為發動機本身非常快速也很複雜，因此也佔了實時運算最多的資源。在汽車的所有電子元件中，发动机控制器需要的計算能力是最高的，一般會是32位元的處理器。
先進的汽車中的發動機控制可能會到一百個，商用車則約有40個。
發電機控制器的機能如下：
配合柴油引擎：
- 燃料噴射率
- 排放控制、NOx控制
- 催化轉換器的再生
- 渦輪增壓器控制
- 冷卻系統控制
- 節流控制（Throttle control）

配合汽油引擎： 
- 空燃比控制
- 車上診斷系統（OBD）
- 冷卻系統控制
- 點火系統控制
- 潤滑系統控制（只有部份有電子控制）
- 燃料噴射率控制
- 節流控制（Throttle Control）

越來越多的發動機參數是由發電機控制器監控，並且作適度的調整。有發動機周圍及內部有20至50個感測器，可以感測壓強、溫度、流量、發動機速度、氧氣濃度以及NOx濃度等參數，這些資訊會送到發電機控制器，再由其中的邏輯來進行實際的控制。發電機控制器的輸出會接到不同的致動器，例如節流閥、廢氣再循環（EGR）閥、齒條（可變幾何渦輪增壓）、燃料噴射器（會用脈衝寬度調變訊號）等。總共約有20至30個致動器。

### 動力控制
這部份的設備會控制動力傳動系統，主要是在換檔時適時的切換齒輪，讓換檔平順，並且減少轉矩的不連續。自動變速器會控制其運作，許多半自動的變速器也有全自動的離合器，至少也有半自動的離合器（分開離合器部份有自動機能）。發動机控制器和動力控制器在運作時會交換其資訊，包括感測器訊號及控制信號等。

### 底盤電子
底盤電子包括許多的子系統，有些是監控相關參數，有些則是主動控制：
- ABS - 防鎖死煞車系統
- TCS – 循跡控制系統（避免輪胎打滑的控制系統）
- EBD – 電子制動力分配系統
- ESP – 電子穩定程序
- PA - 停車輔助（英语：Parking Assistance）

### 被動安全
車輛的被動安全系統是預備在遇到碰撞，或是感測到會面臨危險情形時動作：
- 安全氣囊
- 陡坡緩降控制系統（英语：Hill Descent Control System）
- 緊急煞車輔助系統（英语：Emergency Brake Assist System）

### 駕駛輔助系統
- 車道輔助系統
- 速度輔助系統
- 盲點檢測
- 停車輔助系統
- 自動巡航控制系統（英语：Autonomous cruise control system）
- 行人偵測（Pre-collision Assist）

### 乘客舒適
- 電腦恆溫控制（Automatic Climate Control）
- 記憶式電動座椅調整
- 自動雨刷
- 自動前大燈：自動調整亮度

### 娛樂系統
- 導航系統
- 車用音響（英语：Vehicle Audio）
- 信息存取（英语：Information Access）

上述這些系統形成了信息娛樂系統（infotainment system），其開發方式依製造商而不同，在硬體及軟體都有許多不同的工具。

### 電子整合駕駛艙系統
新一代的混合型ECU，結合了信息娛樂系統主控單元、高級輔助駕駛系統（ADAS）、儀表板、後置攝像頭、停車輔助系統及環視系統等系統的ECU。這樣可以節省電子設備的成本，例如其硬體線路、機構外殼，以及各ECU之間的互連。此作法是中心化的控制，因此可以在系統中無縫的交換資料。
此作法也有其挑戰，考慮混合系統的複雜度，需要更嚴格的驗證系統的強健性、安全性及資料安全性。例如，若信息娛樂系統的應用程式是使用開源的Android作業系統，系統若被破壞，可能就會有駭客遠端操控此車輛的風險，甚至有可能用在一些反社會的行為上。因此，一般會用合併硬體及軟體的虛擬機管理程序，來創建一些彼此獨立、可靠且安全的區域，此些區域不會受到彼此的失效或受破壞所影響。在此一領域已有許多研究。

## 機能安全需求
為了減小危險失效的風險，安全相關的電子統需要依照對應的產品責任要求來進行開發。忽略這些標準或是不當的應用標準不但可能會造成人員的傷害，也可能會有嚴重法律及經濟上的損失，例如取消訂單或是產品召回。
IEC 61508標準主要是在應用在電機/電子/可編程的安全相關產品，不完全符合汽車電子開發的需求。汽車電子中適用的安全標準是ISO 26262，目前以最終草稿國際標準（Final Draft International Standard）的型式出版。ISO/DIS 26262描述道路車輛和安全相關的電機/電子系統的整個產品生命周期。在2011年以其最終版本發行，成為國際標準。這個新標準從汽車電子產品開發的概念階段一直到其退役為止，標準的實施會調整開發過程，也會帶來許多的創新。

## 資料安全性
許多車輛中的機能會連結到區域或是廣域的網路，因此需要计算机安全系統，避免未授權的修改。對於連結到內部診斷網路的關鍵系統（例如發動機控制、傳動、氣囊及剎車），惡意的遠端存取可能會改變其機能，或是使其無效，這些改變的結果有可能會造成人員受傷甚至死亡。每一個新的介面代表一個新的「攻击表面」。讓車主利用手機app幫車輛解鎖並發動的設備，也意味著這些機能有被（未授權）遠端存取的風險。車輛製造商會保護些電子設處理器的記憶體，一方面避免未授權的更改，另一方面確保只有原廠授權的設備才能診斷及修護這些設備。像無鑰匙進入系統會應用密碼學技術，以避免用重放攻擊或是中间人攻击技巧記錄傳送信號，在之後以此信號入侵車輛內。
全德汽车俱乐部在2015年發表了對於一家車商其汽車電子系統的隱患分析，其隱患可以讓未授權的遠端存取幫車輛解鎖

## 延伸閱讀
- William B. Ribbens and Norman P. Mansour.  6th. Newnes. 2003. ISBN 9780750675994.

## 外部連結
- International Automotive Electronics Congress
- Society of Automotive Engineers （页面存档备份，存于）
- Clemson Vehicular Electronics Laboratory (Automotive Electronics Section)
- 車用電子設計開發 環境、材料、法規三者將是關鍵